# 古ノヴゴロド方言
古ノヴゴロド方言（露：Древненовгородский диалект）は、11世紀から15世紀頃にノヴゴロド周辺で使用されていた古東スラヴ語の方言。古代ノヴゴロド方言という名称は、ロシアの言語学者アンドレイ・ザリズニャクによって、1995年に提唱された。

## 古ノヴゴロド方言の主な言語学的特徴
古ノヴゴロド方言には他のスラヴ語だけでなく、キエフ周辺で使用されていた古東スラヴ語とも異なる以下の特徴が見られる。
- о-語幹の男性名詞の単数主格の語尾が、他のスラヴ語のように-ъではなく-еになる。例：brate「兄弟」（現代ロシアではbrat・ロシア革命後の正書法改定まではbratъ）
- スラヴ祖語のkv及びgv音が保存されている。例：květ「色」・gvězda「星」（現代ロシア語ではそれぞれcvet・zvezdaとなる）
- 子音の逆行口蓋化が見られない。例：kьrky「教会」（現代ロシア語ではcerkov）
- 無声軟口蓋摩擦音[x]の先行口蓋化が見られない。例： vьx-「全ての」（現代ロシア語ではvs-）